# Ángela Nzambi

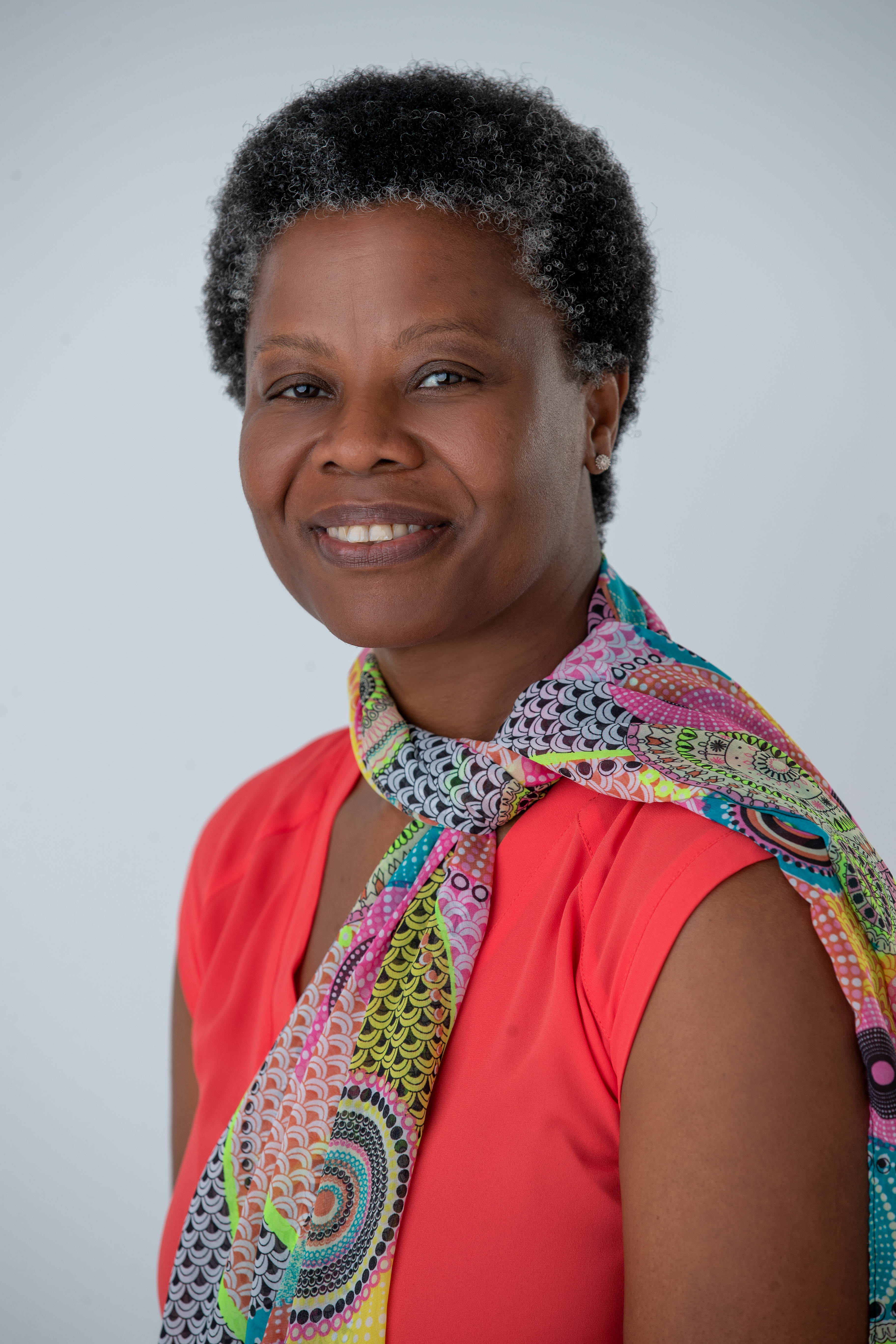
Ángela Nzambi

Ángela María Nzambi Bakale (sinh ngày 7 tháng 10 năm 1971), là một nhà văn, nhà hoạt động nữ quyền và nhân quyền từ Guinea Xích đạo đang sống tại Valencia, Tây Ban Nha. Bà đã xuất bản ba cuốn sách: Ngulsi (2012), Biyaare (2015) và Mayimbo (2019); sau này nhận được giải thưởng quốc tế Justo Bolekia Boleká cho văn học châu Phi năm 2019.

## Tiểu sử
Ángela Nzambi sinh ra ở Lia, ngoại ô Bata ở Guinea Xích đạo. Bà học tại trường trung học Carlos Lwnga ở trường trung học Bata và Rey Malabo ở Malabo. Bà bắt đầu giáo dục đại học tại Trường Nông nghiệp Quốc gia (ENA) ở Malabo, và sau đó chuyển đến Đại học Valencia để học Khoa học Kinh doanh. Sau đó, bà dành thời gian ở Houston tại Đại học St. Thomas cho một khóa học mang tên Sáng kiến xóa mù chữ cho Hôm nay.
Bà hiện đang làm quản lý tình nguyện và tác động cho Spanish Commission for Refugee Assistance NGO Spanish Commission for Refugee Assistance  (CEAR). Bà cũng là thành viên của Hội đồng công dân của chi nhánh Valencian của đảng chính trị Podemos.

## Bài viết
Nzambi đã xuất bản cuốn sách đầu tiên của mình, Ngulsi, vào năm 2012. Tường thuật của bà trong tác phẩm này được lấy từ truyền thống truyền miệng. Nó dựa trên việc diễn giải lại một số câu chuyện, một phần xuất phát từ sự giáo dục của bà ở Guinea Xích đạo và được kể bởi "karichobo" (họ hàng mẫu hệ) của dân tộc bà, Bisao.
Sau đó, bà tham gia hai tác phẩm văn học tập thể: Navidad dulce, Navidad (Nativity, Sweet Nativity, 2012) và 23 Relatos sin Fronteras (23 Câu chuyện không biên giới, 2015).
Cuốn sách thứ hai của bà, Biyaare (Stars) đã được xuất bản vào năm 2015. Lấy phong cách tiểu luận, pha trộn với phong cách kể chuyện đặc trưng lấy cảm hứng từ truyền khẩu, Nzambi phản ánh về những người "tỏa sáng như những ngôi sao", điều đó đã khuyến khích bà trong hoạt động chuyên nghiệp của mình như một nhà hoạt động văn hóa.
Cuốn sách thứ ba của bà, Mayimbo (Wanderings) đã giành giải thưởng quốc tế Justo Bolekia Boleká cho Văn học châu Phi năm 2019. Nó làm mờ đi ranh giới giữa quá khứ và hiện tại, Châu Phi và Tây Ban Nha, và lấy nền tảng là thế giới nội tâm của một công dân của cả hai quốc gia.

## Hoạt động
Nzambi là một người ủng hộ chủ nghĩa nữ quyền bị phân biệt chủng tộc - sự thừa nhận quyền bình đẳng trong nữ quyền theo quan điểm của một người phụ nữ da đen, trước "sự kỳ thị kép" của cả phụ nữ và người da đen.
Nzambi đã vận động tích cực về các vấn đề di cư ở Tây Ban Nha. Bà cũng đã tham gia một số Hội nghị, nhận thấy: Hồi III Foro Mundial de Migraciones, được tổ chức bởi tổ chức phi chính phủ Tây Ban Nha của CEAR để giúp đỡ cho người tị nạn ở Madrid; và Châu Phi y los pueblos de ascendencia Châu Phi: vấn đề thực tế y acciones para el tương lai, được tổ chức bởi Đại học Howard, ở Washington DC.